# Ricardo Franco
Ricardo Franco (Madrid, 24 de mayo de 1949 - Madrid, 20 de mayo de 1998) fue un director, guionista, actor y productor de cine español.
Es sobrino del director de cine Jesús Franco.

## Biografía
Fue primo del escritor Javier Marías, del escritor y crítico cinematográfico Miguel Marías y sobrino del director de cine Jesús Franco, de la escritora Dolores Franco Manera y del filósofo Julián Marías.
Perteneciente a la Escuela de Argüelles, realizó bajo la influencia de este grupo su primer corto, Gospel (1969), seleccionado para el festival de cine de Nueva Delhi. Guionista de sus propias películas (y de algunas ajenas), tuvo problemas con la censura y algunos de sus trabajos, como El desastre de Annual, fueron prohibidos.
Obtuvo un cierto renombre con Pascual Duarte, basada en la novela de Camilo José Cela, producida y encargada por Elías Querejeta. Este filme le granjeó el premio al mejor actor en el Festival de Cannes de 1976 a José Luis Gómez y se llevó el premio a la mejor fotografía del Círculo de Escritores Cinematográficos en el mismo año.
A mediados de los ochenta se estableció en Estados Unidos, donde, de sus varios proyectos, sólo logró llevar a cabo un largometraje, Gringo mojado, con el actor Sam Bottoms y la mexicana Rebecca Jones.
Durante la década de los 90, ya enfermo, estrenó varias películas que, en opinión de muchos, representan lo mejor de su carrera. Entre ellas está La buena estrella, que ganó cinco premios Goya y dos premios Ondas, y fue seleccionada para la sección Una cierta mirada del Festival de Cannes.
Además de ello, trabajó para televisión en las series La huella del crimen (uno de los capítulos dirigidos por Franco, "El crimen de las estanqueras de Sevilla", ganó el premio FIPA de Plata en el Festival de Cannes de Televisión de 1991), La mujer de tu vida, Yo, una mujer y Crónicas del mal, y dirigió y produjo varios documentales sobre distintas religiones.
Aparte de su trabajo como cineasta, publicó un libro de poemas, Los restos del naufragio (1979), y escribió una cantidad considerable de letras de canciones pop, entre ellas varias para el grupo español Tam Tam Go!, como su éxito Manuel Raquel. También es autor de la canción "Loco de amor", interpretada por el grupo Café Quijano e incluida en su CD Qué grande es esto del amor!
Falleció tan solo cuatro días antes de cumplir 49 años a causa de un infarto de miocardio, sin ver terminada la que sería su obra póstuma, Lágrimas negras.

## Filmografía

### Como director
- Gospel (1969) (cortometraje).[1]
- El desastre de Annual (Un invento sin futuro) (1970).
- África Occidental hoy (1973) (documental para televisión).
- El increíble aumento de la vida (1974) (cortometraje).
- Pascual Duarte (1976).
- Los restos del naufragio (1978).
- Disa, cincuenta aniversario (1984) (corto documental publicitario).
- Gringo mojado (también conocida como In 'n Out, Único heredero y San Judas de la Frontera, 1984).
- "La Huella del Crimen: El caso del cadáver descuartizado" (1985) (TV).
- Berlín Blues (1988).
- "La mujer perdida", en la serie La mujer de tu vida (1990) (TV).
- "Una canción de amor", en la serie El flechazo (1990) (TV).
- "La Huella del Crimen 2: El crimen de las estanqueras de Sevilla" (1991) (TV).
- "La canción del condenado", en la serie Un mundo sin fronteras (1991) (TV).
- "El cielo caerá sobre la tierra", en la serie Un mundo sin fronteras (1991) (TV).
- "El color de la piel", en la serie Un mundo sin fronteras (con Magali Negroni, 1991) (TV).
- "La muerte en la calle", en la serie Un mundo sin fronteras (1991) (TV).
- Antonio López (1991) (cortometraje).
- Javier Mariscal (1991) (cortometraje).
- "No habrá flores para los muertos", en la serie Crónicas del mal (1991) (TV).
- El sueño de Tánger (1991).
- Después de tantos años (1994).
- "Rajasthán: de ascetas y guerreros" ("Jainism: Ascetics and Warriors"), en la serie Cenizas en el río, cap. 2 (1995).
- ¡Oh, cielos! (1995).
- "Darjeeling y Sikkim: el árbol de Buda" ("Buddhism: The Great Wheel of Being"), en la serie Cenizas en el río, cap. 4 (1995).
- Yo, una mujer (1996) (serie dramática de 13 capítulos, TV)
- La buena estrella (1997).
- Lágrimas negras (con Fernando Bauluz, 1999).

### Como guionista
- Góspel (con Javier Marías) (1969).
- El desastre de Annual (Un invento sin futuro) (con Javier Marías) (1970).
- El increíble aumento del costo de la vida (1974).
- Pascual Duarte (con Emilio Martínez-Lázaro y Elías Querejeta) (1976).
- Los restos del naufragio (1978).
- Gringo mojado (con Ellen Kesend) (1984).
- El sueño de Tánger (1986).
- Adiós pequeña (con Imanol Uribe) (Imanol Uribe, 1986).
- Berlín Blues (1988).
- La mujer perdida (con Luis Ariño) (1989).
- Sangre y arena (con Rafael Azcona) (Javier Elorrieta, 1989).
- Una canción de amor (1990).
- Antonio López (con Teresa Aranda) (1991).
- Después de tantos años (1994).
- ¡Oh, cielos! (con Joaquín Oristrell, Yolanda García Serrano y Juan Luis Iborra) (1994).
- Darjeeling y Sikkim: el árbol de Buda (con Luis Ariño) (1995).
- Rajasthán: de ascetas y guerreros (con Luis Ariño) (1995).
- Tu nombre envenena mis sueños (con Pilar Miró y Ángeles González Sinde —no acreditada—) (Pilar Miró, 1996).
- La buena estrella (con Ángeles González Sinde) (1997).
- Lágrimas negras (con Ángeles González Sinde) (1998).

### Como actor
- Ginebra en los infiernos (Jaime Chávarri, 1969).[2]
- Amo mi cama rica (Emilio Martínez-Lázaro, 1970).
- Los restos del naufragio (1977).
- Mi hija Hildegart (Fernando Fernán Gómez, 1977).
- El gabinete del doctor Angustias (José Luis Olaizola, 1977).
- Compañero de viaje (Clemente de la Cerda, 1977).
- Sonámbulos (Manuel Gutiérrez Aragón, 1978).
- Pepi, Luci, Bom y otras chicas del montón (Pedro Almodóvar, 1980).
- La paloma azul (Francisco Fernández Cueto, 1980).
- Percusión (Josecho San Mateo, 1982).
- El pecador impecable (Augusto Martínez Torres, 1987)
- La madre (Miguel Bardem, 1995).
- Mujeres asesinas
- Hotel y domicilio (1995).

### Como productor
- Góspel (1969)
- El desastre de Annual (Un invento sin futuro) (1970).
- Serie de televisión Cenizas en el río (cinco capítulos) (1995).[3][4][5]
- Todos los dioses un dios (Mikel Clemente, 1995).
- Kerala: la esencia de la palmera (Daniel Cebrián, 1995).
- Cachemira: el valle sagrado (Daniel Cebrián, 1995).

## Premios y distinciones
Festival Internacional de Cine de Cannes
| Año  | Categoría                   | Película          | Resultado |
| ---- | --------------------------- | ----------------- | --------- |
| 1997 | Premio del Jurado Ecuménico | La buena estrella | Ganador   |

- Medalla de Oro al Mérito en las Bellas Artes (1997)
- La buena estrella
  - 1998: Goya a la Mejor Dirección
  - 1998: Goya al mejor guion original
  - 1997 Ondas de Cine al Mejor Director
  - 1997: Festival de Cannes (Sección Una cierta mirada): Premio Ecuménico del Jurado- Mención Especial
  - 1997: Festival de Mar del Plata: Mejor director y actor
  - 1997: Premios Forqué: Mejor película
  - 1998: Festival Internacional de San Diego: Mejor película